# 광흥중학교
광흥중학교(廣興中學校)는 충청남도 홍성군 광천읍 신진리에 있었던 사립 중학교이다.

## 학교 연혁
- 1954년 2월 24일 : 학교법인 광흥학원 설립인가
- 1954년 5월 5일 : 개교
- 1979년 4월 16일 : 학교 법인 영수학원 설립 인가
- 2008년 3월 1일 : 3학급 인가 (1,2,3학년 각 1학급)
- 2010년 12월 30일 : 박상진 이사장 취임
- 2013년 3월 1일 : 학교 법인 천수학원으로 변경
- 2016년 2월 9일 : 제63회 졸업식(졸업생 누계 7,468명)
- 2017년 3월 1일 : 박병규 교장 취임
- 2019년 3월 1일 : 65년만에 폐교

## 참고 자료
- 광흥중학교 - 한국교육학술정보원 학교알리미